# Raimondo Fassa
Raimondo Fassa (ur. 18 lipca 1959 w Busto Arsizio) – włoski prawnik, polityk i nauczyciel akademicki, poseł do Parlamentu Europejskiego IV kadencji.

## Życiorys
Absolwent filozofii (1981) i prawa (1987) na Katolickim Uniwersytecie Najświętszego Serca w Mediolanie. Pracował jako nauczyciel szkół średnich, później zawodowo związany także z macierzystą uczelnią, od 2000 jako docent w powiązanej z tym uniwersytetem szkole A.S.E.R.I. Podjął również praktykę adwokacką.
Był działaczem Ligi Północnej. W latach 1993–1997 zajmował stanowisko burmistrza Varese. Od 1994 do 1999 sprawował mandat eurodeputowanego IV kadencji, pełniąc funkcję wiceprzewodniczącego Komisji ds. Rozwoju i Współpracy. W latach 2003–2006 zasiadał w radzie miejskiej Varese, następnie do 2008 był asesorem ds. kultury w zarządzie miejscowości Gallarate.